# Coolamon Shire
Koordinaten: 34° 50′ S, 147° 12′ O

Coolamon Shire ist ein lokales Verwaltungsgebiet (LGA) im australischen Bundesstaat New South Wales. Das Gebiet ist 2.430,9 km² groß und hat knapp 4.400 Einwohner.
Coolamon liegt im Süden des Staates in der Murrumbidgee-Region etwa 500 km südwestlich der Metropole Sydney, 290 km nordwestlich von Canberra und 480 km nordöstlich von Melbourne. Das Gebiet umfasst 12 Ortsteile und Ortschaften: Berry Jerry, Coolamon, Cowabbie, Methul, Murrulebale, Rannock, Walleroobie sowie Teile von Ardlethan, Beckom, Ganmain, Marrar und Matong. Der Sitz des Shire Councils befindet sich in Coolamon im Süden der LGA, wo etwa 2.300 Einwohner leben.

## Verwaltung
Der Coolamon Shire Council hat neun Mitglieder, die von den Bewohnern der LGA gewählt werden. Coolamon ist nicht in Bezirke untergliedert. Aus dem Kreis der Councillor rekrutiert sich auch der Mayor (Bürgermeister) des Councils.